# Кубок бельгійської ліги з футболу 1997—1998
Кубок бельгійської ліги з футболу 1997-1998 — 5-й розіграш Кубка ліги у Бельгії. Переможцем вперше став Ломмель.

## Календар
| Раунд        | Дата                       | Матчі | Клуби   |
| ------------ | -------------------------- | ----- | ------- |
| Перший раунд | 23 вересня - 8 жовтня 1997 | 9     | 23 → 14 |
| Другий раунд | 10-17 грудня 1997          | 6     | 14 → 8  |
| 1/4 фіналу   | 20 січня - 3 лютого 1998   | 4     | 8 → 4   |
| 1/2 фіналу   | 20 лютого 1998             | 2     | 4 → 2   |
| Фінал        | 7 травня 1998              | 1     | 2 → 1   |

## Перший раунд
| Команда 1           | Рахунок      | Команда 2    |
| ------------------- | ------------ | ------------ |
| 23 вересня 1997     |              |              |
| Генк                | 5:1          | Беверен      |
| Варегем (2)         | 0:5          | Сінт-Трейден |
| Гент                | 3:5          | Ломмель      |
| Ендрахт (Алст)      | 3:2          | Льєж (2)     |
| Локерен             | 2:1          | Моленбек     |
| Серкль (Брюгге) (2) | 2:2 пен. 6:7 | Остенде (2)  |
| Стандард (Льєж)     | 1:1 пен. 4:1 | Антверпен    |
| Мехелен (2)         | 2:3          | Вестерло     |
| 8 жовтня 1997       |              |              |
| Харелбеке           | 2:2 пен. 2:3 | Шарлеруа     |

## Другий раунд
| Команда 1      | Рахунок      | Команда 2       |
| -------------- | ------------ | --------------- |
| 10 грудня 1997 |              |                 |
| Ломмель        | 1:1 пен. 5:4 | Брюгге          |
| Остенде (2)    | 2:0          | Стандард (Льєж) |
| 16 грудня 1997 |              |                 |
| Шарлеруа       | 2:0          | Мускрон         |
| 17 грудня 1997 |              |                 |
| Генк           | 1:1 пен. 5:4 | Сінт-Трейден    |
| Ендрахт (Алст) | 2:2 пен. 2:4 | Локерен         |
| Вестерло       | 2:1          | Андерлехт       |

## 1/4 фіналу
| Команда 1        | Рахунок      | Команда 2 |
| ---------------- | ------------ | --------- |
| 20 січня 1998    |              |           |
| Лірс             | 3:1          | Генк      |
| Жерміналь-Екерен | 5:0          | Шарлеруа  |
| 27 січня 1998    |              |           |
| Остенде (2)      | 2:2 пен. 2:4 | Вестерло  |
| 3 лютого 1998    |              |           |
| Ломмель          | 3:3 пен. 4:2 | Локерен   |

## 1/2 фіналу
| Команда 1      | Рахунок | Команда 2        |
| -------------- | ------- | ---------------- |
| 20 лютого 1998 |         |                  |
| Лірс           | 0:1     | Ломмель          |
| Вестерло       | 3:4     | Жерміналь-Екерен |

## Фінал
| 7 травня 1998 |

| Ломмель            | 2:1      | Жерміналь-Екерен |
| ------------------ | -------- | ---------------- |
| Зуої 30' Нейтс 80' | Протокол | Караянніс 12'    |

| Стеделійк Спортстадіон, Ломмель Глядачів: 1 500 Арбітр: Люк Хейге |